# Dorno
Dorno (lombardul: Duran) település Olaszországban, Lombardia régióban, Pavia megyében. Lakosainak száma 4553 fő (2023. január 1.). Dorno Alagna, Gropello Cairoli, Pieve Albignola, Sannazzaro de’ Burgondi, Scaldasole, Valeggio, Zinasco és Garlasco községekkel határos.

## Népesség
A település lakossága az elmúlt években az alábbi módon változott:
| Lakosok száma | 4678 | 4671 | 4553 |
|               | 2017 | 2018 | 2023 |